# U.S. Women's Hard Court Championships 1994
L'U.S. Women's Hard Court Championships 1994 è stato un torneo di tennis giocato sul cemento. È stata la 29ª edizione del torneo, che fa parte della categoria Tier II nell'ambito del WTA Tour 1994. Si è giocato a Stratton Mountain negli Stati Uniti, dal 26 al 31 luglio 1994.

## Campionesse

### Singolare
Conchita Martínez ha battuto in finale  Arantxa Sánchez Vicario con il punteggio di 4–6, 6–3, 6–4

### Doppio
Elizabeth Sayers-Smylie /  Pam Shriver hanno battuto in finale  Conchita Martínez /  Arantxa Sánchez Vicario con il punteggio di 7–6(4), 2–6, 7–5